# 南辻史人
南辻 史人（みなみつじ ふみひと、1977年9月6日 - ）は、日本のアクション監督、スタントコーディネーター。神奈川県出身。以前はJ-STUNTS Networkに所属していたが、現在はOHARA BROSに所属。
写真家の長島有里枝は前妻であり、写真集『not six』では被写体を務めている。

## 監督作品

### テレビ番組・映画
- ライオン丸G（アクション監督補）
- シャワーガール（アクション監督）
- エリートヤンキー三郎（アクション監督補）
- 時空警察ヴェッカーシグナ（アクション監督補）
- 週刊真木よう子「トラトラトラ」（スタントコーディネーター）
- お姉チャンバラ（スタントコーディネート）
- 喧嘩番長（スタントコーディネーター）
- 芸者vs忍者（アクション監督）
- 工業哀歌バレーボーイズ THE MOVIE（アクションコーディネート）
- ビットバレット（アクション監督）
- 湯けむりスナイパー（アクション監督補）
- 華鬼（アクション監督補）
- 時空警察ハイペリオン（アクション監督）
- 新撰組PEACEMAKER（アクション監督補）
- ゴスロリ処刑人（アクション監督）
- ここが噂のエル・パラシオ（アクション監督）

### 雑誌、PV、ゲーム、ネットドラマ
- TOKIO『青春』PV（スタントコーディネート）
- 45rpm手帳（アクション指導）
- 大東京ディスコ OP映像（アクション監督）

## 出演作品

### 映画
- 仮面ライダー THE FIRST（2005年11月5日、東映）
- 仮面ライダー×仮面ライダー ウィザード&フォーゼ MOVIE大戦アルティメイタム（2012年12月8日、東映）
- 進撃の巨人 ATTACK ON TITAN（2015年8月1日、東宝） - スタント
- 進撃の巨人 ATTACK ON TITAN エンド オブ ザ ワールド（2015年9月19日、東宝） - スタント
- 破裏拳ポリマー（2017年5月13日、KADOKAWA） - スタント

### テレビドラマ
- 幻星神ジャスティライザー（2004年10月2日 - 2005年9月24日、テレビ東京） - 巨獣デボラス、暗黒巨獣バハドーグ、ギャメリオン、黒服の男D
- 超星艦隊セイザーX（2005年10月1日 - 2006年6月24日、テレビ東京） - ライデック、アグラーグ、レゼッカー、サンドストーム、バンケーン、ドルビック、ビアース、リーボルト、ゼオリア、アリゴード、ダーゴス、グルナーダ、アルティメット、ディバイダー 役
- 魔弾戦記リュウケンドー（2006年1月8日 - 12月31日、テレビ東京） - ジャーマロイド軍団